# Arq de Bujará
El Arq de Bujará es una fortaleza ubicada en la ciudad de Bujará, en Uzbekistán, que fue inicialmente construida y ocupada alrededor del siglo V d. C. Además de ser una estructura militar, el Arq contenía lo que era esencialmente una ciudad que, durante gran parte de la historia de la fortaleza, estaba habitada por las diversas cortes reales que gobernaban la región circundante de Bujará. El Arq fue utilizada como fortaleza hasta que llegó el gobierno ruso en 1920. Actualmente, el Arq es una atracción turística y alberga museos que exhiben su historia.

## Descripción
El Arq es una gran fortificación ubicada al noroeste de Bujará. La estructura se asemeja a un rectángulo, pero un poco estirado de oeste a este. El perímetro de las paredes exteriores es de 790 m, y su área interior es de 4 hectáreas. La altura de las paredes varía desde 16 hasta 20 m.
La entrada a la ciudadela está enmarcada por dos torres que datan del siglo XVIII. Las partes superiores de las torres están conectadas por una galería, habitaciones y terrazas, además de un tramo de escaleras que conduce, a través de un portal y un largo corredor cubierto, a la mezquita Dzhuma. También encontramos corredor cubierto que ofrece acceso a los almacenes y bodegas de la antigua prisión que albergaba la fortaleza. En el centro del Arq hay un gran complejo de edificios, uno de los mejor conservados es la mezquita de Ul'dukhtaron, que está vinculada a leyendas de cuarenta niñas torturadas y arrojadas a un pozo.

## Leyenda
En la leyenda, el creador del Arq era el legendario príncipe persa Siyavash. Cuando era joven, fue ocultado a su madrastra en el país-oasis de Turana. Siyavusha y la hija del gobernador local de Afrosiab se enamoraron. El padre de la enamorada les permitió casarse, siempre que Siyavusha hubiera construido un palacio que pudiera ser rodeado por piel de toro, la que obviamente dio como tarea imposible. Pero Siyavusha cortó la piel del toro en tiras finas, atadas a los extremos, y dentro de esto límites construyó el palacio.

## Historia

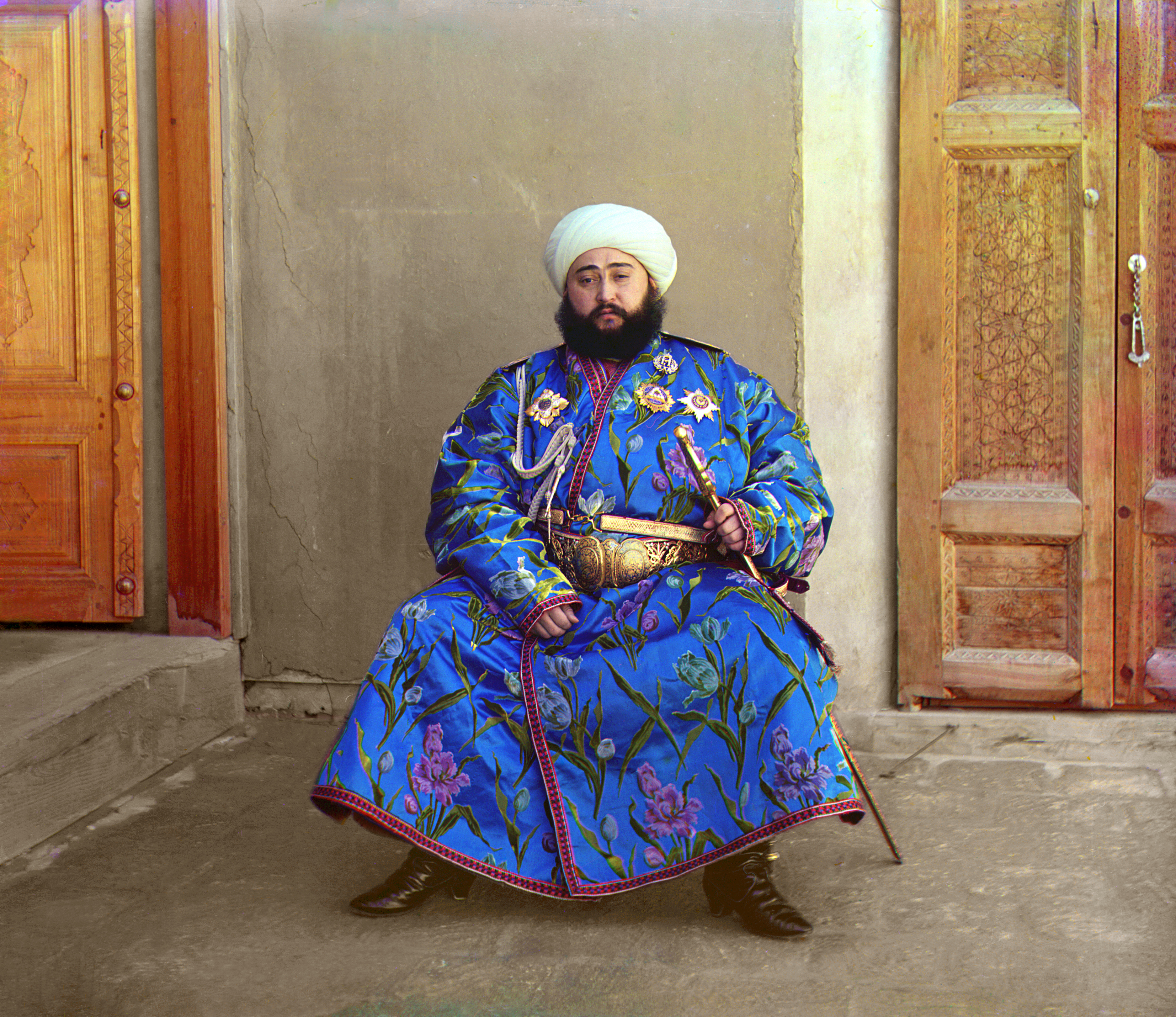
El último emir de Bujará

El Arq fue construido sobre los restos de estructuras anteriores, dejando una capa de unos veinte metros de profundidad bajo la construcción que encontramos hoy en día.
La primera referencia conocida del Arq está contenida en la "Historia de Bujará" de Narshakhi Abubakra (899-960). Abubakra escribió, "Biden, el gobernante de Bujará, construyó este fuerte, pero pronto fue destruido, muchas veces fue reconstruido, destruido varias veces". Abubakra dice que cuando el último gobernante pidió consejo a sus hombres sabios, le sugirieron que construyera la fortaleza alrededor de siete puntos, que están en la misma relación que las estrellas de la constelación de la Osa Mayor. Así construida, la fortaleza nunca más fue destruida.

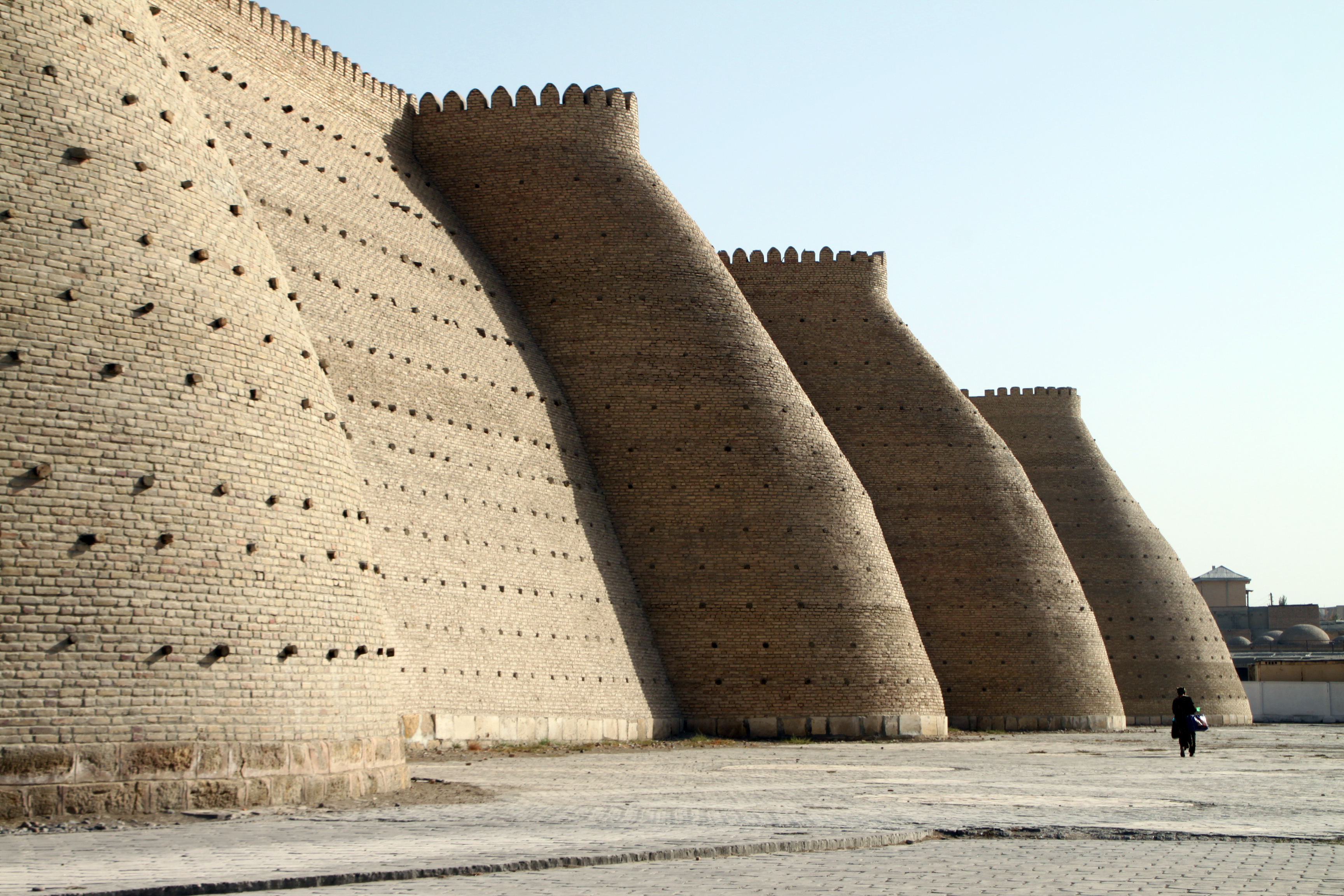
Muralla del Arq

La edad del Arq no se ha establecido con precisión, pero a partir de 500 d. C. ya era la residencia de los gobernantes locales. En la fortaleza de la ciudadela, vivían los emires, los líderes militares y muchos sirvientes.
Cuando los soldados de Gengis Kan tomaron Bujará, los habitantes de la ciudad se refugiaron en el Arq, pero los conquistadores reventaron las defensas y saquearon la fortaleza.
Durante la Edad Media, en la fortaleza trabajaron Rudakí, Ferdousí, Avicena, Al-Farabi y más tarde Omar Jayam. También se encontraba una gran biblioteca, sobre la cual Avicena escribió:

He encontrado en esta biblioteca libros que no conocía y que nunca antes había visto en mi vida. Los leí y conocí a todos los científicos y a todas las ciencias. Frente a mí, las puertas de la inspiración y las grandes profundidades de conocimiento que no había imaginado podrían haber existido.

Lo más probable es que la biblioteca fuera destruida años más tarde durante una de las conquistas de Bujará.
Durante la Guerra Civil Rusa, el Arq fue dañado en gran medida por las tropas del Ejército Rojo bajo el mando de Mijaíl Frunze durante la Batalla de Bujará en 1920. Frunze ordenó bombardear el Arq desde el aire, lo que destruyó una gran parte de la estructura. También se dice  que el último emir, Alim Khan (1880-1944), que huyó a Afganistán con el tesoro real, ordenó volar el Arq para impedir que los bolcheviques profanaran sus lugares más secretos[cita requerida].

## Museos
La visita a la fortaleza también permite ver los diferentes museos dentro de los diversos edificios. Estos son museos relacionados con la historia y la identidad del área de Bujará.
- Museo Etnográfico - con las pertenencias del último emir de Bujará Said Alimkhan, ropa, alfombras, porcelana y libros.
- Gabinete numismático - Monedas anteriores a 1920 o encontradas en el territorio de Bujará. Además de algunas monedas grecobactrianas.
- Museo Arqueológico - Objetos de la época prehistórica y medieval.
- Museo de Artes Decorativas - Objetos, muebles y joyas de los siglos XIX y XX, pero también objetos individuales de otras edades.
- Museo de Bellas Artes - Pinturas de antes de 1932 de pintores rusos del Asia Central.
- Colección de libros - Libros antiguos de los siglos XVIII-XIX, en persa y árabe.
- Museo de Historia Natural - Muestra varias especies de animales disecados y paneles con explicaciones sobre la geología de Uzbekistán.

## Galería de imágenes

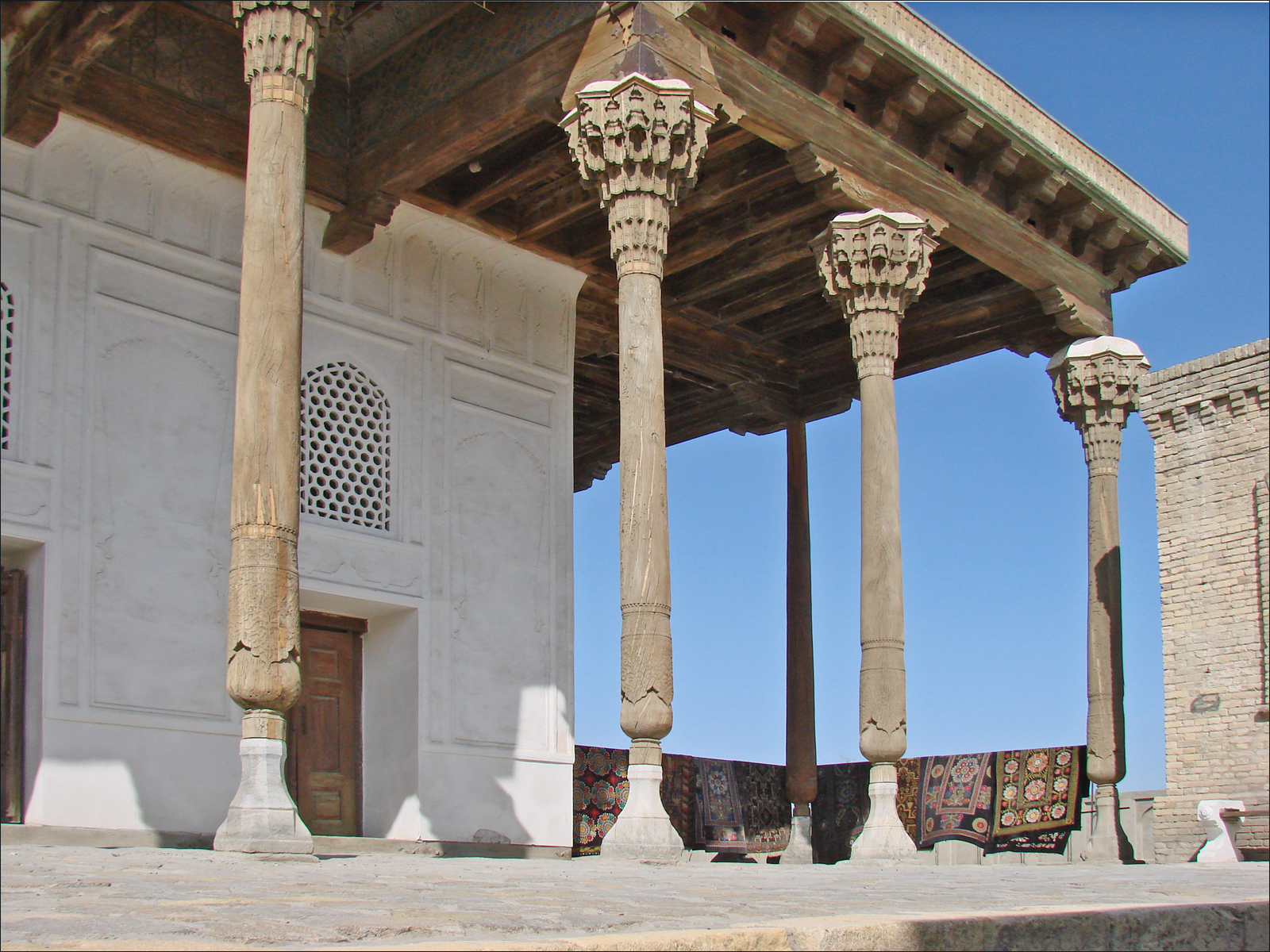
Mezquita del Viernes dentro del Arq
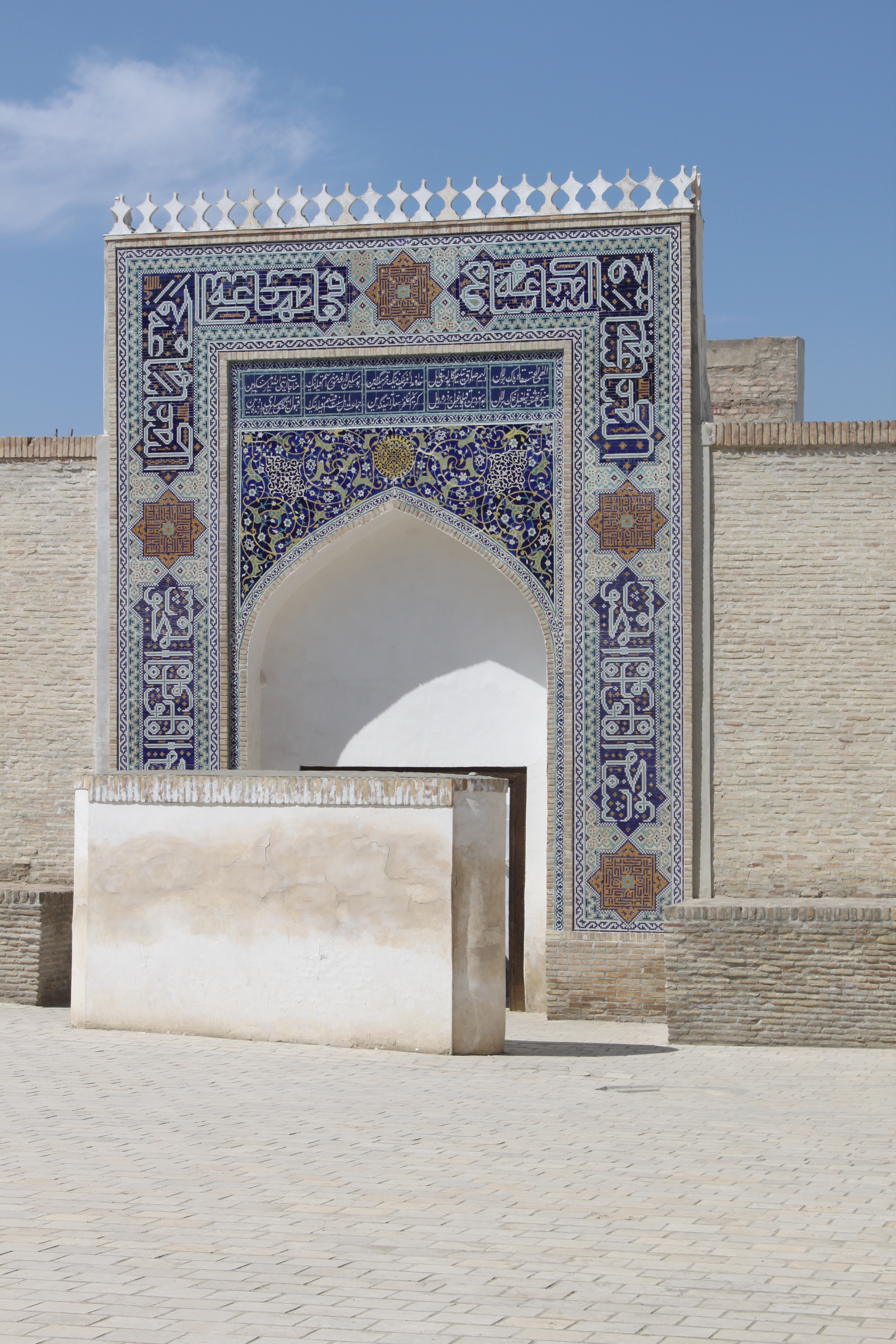
Puerta de entrada al patio del trono
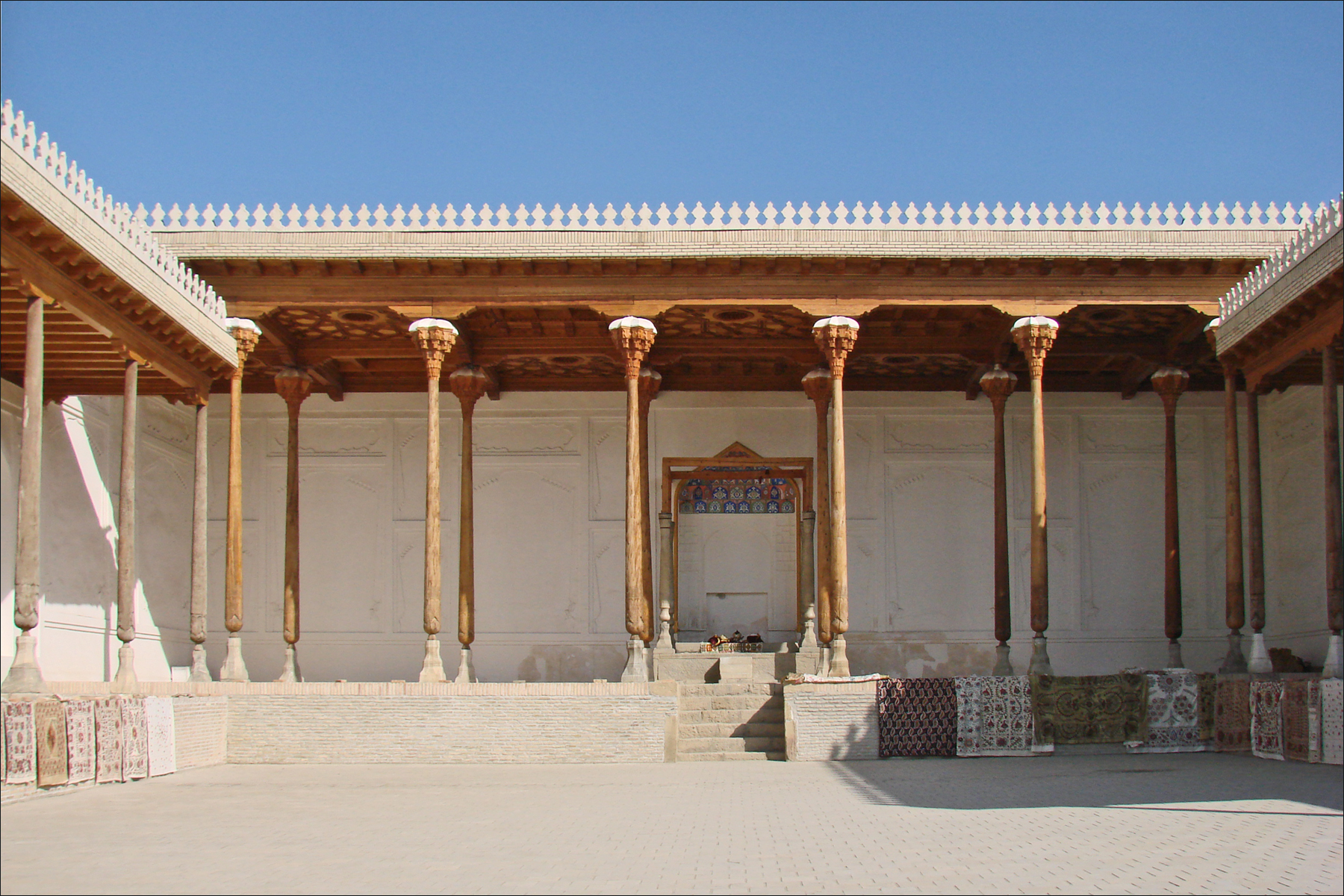
Patio del trono
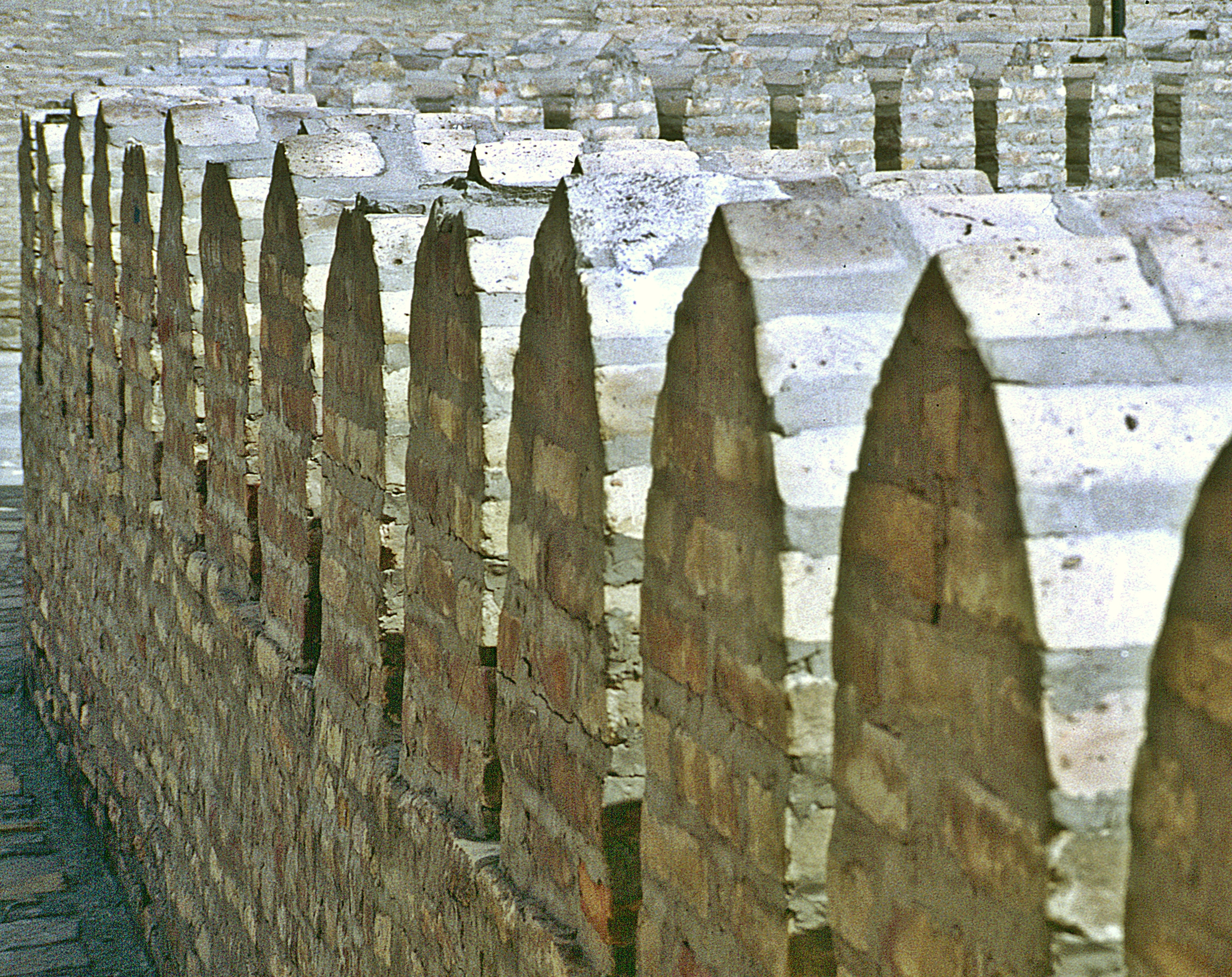
Almenas